# Mnohokostnatí
Mnohokostnatí (Holostei) je infratřída paprskoploutvých ryb, kam patří dva reliktní severoamerické rybí řády, kostlíni a kaprouni, a jejich vymřelé příbuzenstvo (např. druhohorní řády Semionotiformes z příbuzenstva kostlínů a Parasemionotiformes bližší kaprounům). O monofylii této skupiny se pochybovalo (uvažovalo se o sesterské pozici kaprounů vůči kostnatým rybám, tyto dvě skupiny by tak tvořily skupinu Halecostomi), rozsáhlé fylogenetické studie však podporují monofylii mnohokostnatých.